# Артамонова, Вера Ивановна
Вера Ивановна Артамонова (1923—1994) — советская женщина-снайпер Великой Отечественной войны, на счету которой 89 уничтоженных солдат противника.

## Биография
Родилась 24 августа 1923 года в деревне Ермоловка Милославского района Рязанской области. Затем семья переехала в Ленинград, где отец работал на конке и вагоновожатым трамвая, а мать была домохозяйкой.
В школе любила петь и танцевать, участвовала в художественной самодеятельности. Однажды ездила на конкурс в Москву. После девятого класса Вера решила учиться на артистку, но началась Великая Отечественная война. Тем не менее, она сдала экзамены в театральную студию и была в неё принята. Но театр и студия были эвакуированы в Алма-Ату. Она устроилась на завод «Светлана», потом перешла на другой. Проработав до конца декабря, вскоре была эвакуирована из блокадного города в Сибирь.
Родители Веры Артамоновой погибли от рук немцев и она поклялась отомстить за них. 7 декабря 1942 года Вера Артамонова добровольно вступила в ряды Красной армии. Окончила Центральную женскую школу снайперской подготовки в городе Подольске. С 15 июля 1943 года находилась в действующей армии, начала служить ефрейтором в 153-м Армейском запасном стрелковом полку 3-й Ударной армии. Затем стала снайпером 5-го стрелкового батальона 64-го Гвардейского стрелкового полка 21-й Гвардейской Невельской стрелковой дивизии 3-й Ударной армии.
Прошла боевой путь от Великих Лук до Берлина. За годы войны уничтожила 89 врагов. Была награждена орденами Славы 3-й (представлена к награде 26 января 1944 года за 30 уничтоженных врагов) и 2-й степеней, орденами Отечественной войны 2-й и 1-й степеней, а также медалями.
С 13 сентября 1945 года в звании лейтенанта В. И. Артамонова демобилизовалась. Жила и работала в Ленинграде, занималась общественной деятельностью, была членом Совета ветеранов города.
Умерла 29 июля 1994 года.